# ستيفن إيتيان
ستيفن إيتيان (بالفرنسية: Stephen Ettien)‏ (10 أبريل 1988 في تولوز) لاعب كرة قدم عاجي الجنسية فرنسي المولد غير مرتبط بأي نادي ويجيد اللعب في خط الوسط .

## المسيرة الرياضية
بدأ إيتيان مسيرته الرياضية ناشئا في نادي بالما سنة 2005 وفي السنة التالية انتقل إلى نادي كونيو حيث استطاع أن يجذب اهتمام أندية تولوز ، بوردو ، وليون . قرر مسئولو نادي ليون اخضاع إيتيان لفترة تجربة بعدما رشحه لاعب نادي ليون السابق إريك تابوردا . بعدما قدم أداء باهر في فترة التجربة تم ضمه للفريق الرديف في دوري الهواة . في نهاية موسم 2007-2008 تم تسريحه . في 29 أغسطس 2008 انضم إلى نادي هاميلتون الاسكتلندي وشارك في أول مباراة رسمية أمام نادي هيبيرنيان في 20 سبتمبر بالحلول بديلا في الدقيقة 62 . انضم إيتيان إلى نادي بريشين سيتي بعقد إعارة لما تبقى من موسم 2008-2009 .

## روابط خارجية
- ستيفن إيتيان على موقع قاعدة بيانات كرة القدم.إي يو (الإنجليزية)
- ستيفن إيتيان على موقع ليكيب (الفرنسية)
- ستيفن إيتيان على موقع Soccerbase.com (لاعب) (الإنجليزية)
- ستيفن إيتيان على موقع Soccerway.com (الإنجليزية)
- ستيفن إيتيان على موقع عالم كرة القدم.نت (الإنجليزية)